# 박규호 (축구 선수)
박규호(한국 한자: 朴奎浩, 1985년 11월 1일 ~ )는 대한민국의 전 축구 선수이며, 포지션은 미드필더였다.